# Сусідка (фільм, 2004)
«Сусідка» (англ. The Girl Next Door) — американська романтична комедія 2004 року режисера Люка Ґрінфілда.

## Синопсис
Старшокласник Меттью Кідман, амбітний президент класу, прийнятий до Джорджтаунського університету, але не може оплатити навчання. Він зібрав 25 000 доларів, щоб привезти талановитого камбоджійського студента Самнанга на навчання до США, але вважає, що його шкільні роки не запам’яталися нічим цікавим. Його друзі Елі (початківець-кінорежисер, одержимий порно) та Клітц (сором’язливий і соціально незграбний) не підтримують його ідеї ризикнути й зробити щось шалене перед випускним.
Життя Меттью змінюється, коли до сусіднього будинку переїжджає красуня Даніель. Побачивши, як вона роздягається, Меттью потрапляє в її поле зору. Даніель запрошує його на прогулянку містом, а згодом змушує його роздягтися на вулиці, вкравши його одяг як помсту за підглядання.
Меттью та Даніель зближуються через серію фліртуючих викликів. На гучній вечірці у однокласника Меттью нарешті наважується поцілувати Даніель. Але наступного дня Елі повідомляє, що Даніель — колишня акторка фільмів для дорослих, що руйнує мрії Меттью.
За порадою Елі Меттью везе Даніель до мотелю, поводячись із нею як із секс-працівницею. Ображена Даніель розриває їхні стосунки й вирішує повернутися до індустрії для дорослих, вважаючи, що не може втекти від свого минулого. Меттью, Елі та Клітц знаходять її на конвенції фільмів для дорослих у Лас-Вегасі, де Келлі, продюсер і колишній хлопець Даніель, погрожує Меттью не втручатися в його справи. Меттью ігнорує погрози й переконує Даніель остаточно покинути порноіндустрію.
Через кілька днів розлючений Келлі викрадає Меттью зі школи й нападає на нього, звинувачуючи у втраті 30 000 доларів через відмову Даніель зніматися. Келлі пропонує Меттью погасити борг, вкравши нагороду з дому його колишнього партнера, Г’юго Поша. Після того, як Меттью проникає в будинок, Келлі викликає поліцію й тікає. Меттью ледь втікає й поспішає на важливу вечерю зі стипендій, де, перебуваючи під впливом екстазі, яке Келлі його змусив прийняти, імпровізує зворушливу промову. Хоча Даніель він подобається, стипендію він не отримує.
Келлі мститься далі, видаючи себе за куратора Меттью й крадучи зібрані для Самнанга гроші. Меттью боїться, що його звинуватять у шахрайстві. Він звертається до Даніель, яка домовляється з Г’юго Пошем зняти порнофільм на випускному вечорі за участю її колишніх колег і однокласників Меттью. Елі керує зйомками, а Клітц, несподівано для себе, виконує важливу сцену. Після успішних зйомок Меттью та Даніель вперше кохаються.
Наступного ранку Елі повідомляє, що плівку вкрали. Меттью повертається додому й бачить Келлі, який тримає плівку й розмовляє з його батьками та директором. Келлі вимагає половину майбутніх прибутків, але Меттью відмовляється. Келлі відтворює плівку, і всі дізнаються, що Меттью з друзями зняли сучасний освітній фільм про секс. Спочатку скептичні, батьки й директор визнають, що фільм може бути успішним. Келлі, не зумівши зруйнувати життя Меттью, визнає поразку й виявляє до нього повагу.
Г’юго Пош і Меттью заробляють мільйони, і Пош оплачує приїзд Самнанга до США. Меттью надсилає Келлі дорогі сигари як подарунок, припиняючи їхню ворожнечу. Елі стає успішним режисером, Клітц вступає до коледжу, де його сцену з фільму високо оцінюють однокурсники. Меттью вступає до Джорджтауна й забирає Даніель із собою до Вашингтона.

## У ролях
- Еміль Гірш — Меттью Кідман
- Еліша Катберт — Деніел
- Тімоті Оліфант — Келлі
- Джеймс Ремар — Г'юґо Пош
- Кріс Маркет — Елі
- Пол Дано — Кліц
- Отем Різер — Джейн
- Олівія Вайлд — Келі
- Санні Леоне — камео

## Виробництво
Під час сцени в стрип-клубі, коли Еміль Гірш намагається з'ясувати, як закурити сигару, вона випадає з рота — це випадковість. Режисеру так сподобався цей момент, що він залишив його.
Оскільки Еміль Гірш ще був неповнолітнім на момент зйомок, всі сцени, де він мав бути оголеним, виконували дублери. Для сцени танцю на колінах між ним і танцівницею були поміщені кілька подушок.
Малюнок Деніели, який вона дає Меттью в кафе, створений Елішою Катберт власноруч.

## Сприйняття
Оцінка на сайті IMDb — 6,8/10.
Фільм отримав 2 нагороди і 4 номінації.